# 水道布設工事監督者
水道布設工事監督者（すいどうふせつこうじかんとくしゃ）は、水道法に基づいて定められているもので、水道施設の布設工事（新設または増設もしくは改造）の施工に関する技術上の監督業務を行う。
昭和32年（1957年）12月12日政令第336号にて制定されており、平成16年（2004年）3月19日政令第46号が最終改訂である。